# Solea senegalensis
Espèce
Synonymes
- Solea cleverleyi Gilchrist, 1906[2] [3]
- Solea melanochira Moreau, 1874[2] [3]

La Sole du Sénégal, Solea senegalensis, est une espèce de poissons plats de la famille des Soleidae.

## Description
Le corps est ovoïde et plat. La peau est parcourue de taches légèrement bleutées. La membrane de la nageoire pectorale est noire, quand les rayons qui la composent sont plutôt blanc-gris.
- Taille maximale : 60 cm
- Taille commune : 30-40 cm

### Confusions possibles
Solea senegalensis peut être confondue avec plusieurs autres espèces du genre Solea
- Solea solea ou sole commune : elle se distingue de Solea solea d'une part par la coloration de sa nageoire pectorale. En effet, là où Solea senegalensis présente une nageoire dont la membrane noire est traversée par les rayons de couleur gris-blanc, celle de Solea solea ne dispose que d'une tache noire, asymétrique (elle en recouvre les 2/3 supérieurs) et bien délimitée, à son extrémité. De plus, la peau de Solea senegalensis est souvent parsemée de petites taches bleues.
- Pegusa lascaris ou sole-pole : La sole-pole se caractérise principalement par la narine antérieur de sa face aveugle, dilatée en rosette, et dont le diamètre est à peu près équivalent à celui d'un œil. De plus, la peau de Solea senegalensis est souvent parsemée de petites taches bleues.

Ce sont les seules espèces avec lesquelles Solea senegalensis peut être confondue au vu de son aire de répartition géographique et bathymétrique. Il est néanmoins nécessaire de souligner le fait que Solea senegalensis est parfois appelée "sole perdrix" à La Rochelle, bien que ces 2 espèces soient aisément différentiables.

## Répartition
On la trouve dans l'Atlantique est, du Golfe de Gascogne jusqu'au Sénégal, ainsi que dans l'ouest de la Méditerranée, vraisemblablement jusqu'en Tunisie. Il est a noté que la méconnaissance de l'aire de répartition de cette espèce pourrait être due à une confusion avec d'autres espèces du genre Solea.

## Habitat
La sole du Sénégal vit sur les fonds sableux ou vaseux côtiers, de 0 à 100 mètres de profondeur. Les adultes se rencontrent principalement entre 12 et 65 mètres de profondeur, tandis que les juvéniles privilégient les eaux peu profondes.

## Alimentation
Solea senegalensis se nourrit majoritairement d'invertébrés tels que des crustacés, des mollusques ou des larves.

## Reproduction
La sole du Sénégal atteint sa maturité sexuelle lorsqu'elle mesure 30 cm, soit aux alentours de 3 ou 4 ans. Elle se reproduit alors de mai à août. Les œufs ont un diamètre de 0,9 à 1 mm. La larve mesure 2 mm à l'éclosion.

## Intérêt commercial
Elle fait l'objet d'une pêche ciblée le long des côtes africaines, notamment au Sénégal et en Mauritanie. Autre part, elle constitue généralement une prise accessoire.
Son aquaculture ne s'est que peu développée depuis ses débuts, durant les années 1970. Aujourd'hui, les principaux producteurs européens sont la France et l'Espagne, bien qu'ils n'en produisent que 300 à 500 tonnes par an, avec un pic à 571 tonnes en 2013. On élève également cette espèce en Chine, mais il n'existe pas de statistiques officielles relatives à sa production.